# Hack-Tic
Hack-Tic was een tijdschrift over computertechniek. De doelgroep bestond uit technisch-geïnteresseerde computergebruikers.

## Geschiedenis
Het blad kwam voor het eerst uit in 1989, en bood artikelen over hacken, gratis bellen (phreaking), virussen etc. Bij het blad waren Rop Gonggrijp en Paul Jongsma betrokken, die in 1993 met Felipe Rodriquez en Cor Bosman de (latere) internetprovider XS4ALL zouden oprichten. XS4ALL werd de tweede provider in Nederland die internetdiensten aanbood voor particulieren, en groeide in een snel tempo uit tot een bedrijf.
Met mederedacteur Paul Dinnissen richtte Rop Gonggrijp in 1998 het beveiligingsbedrijf ITSX op.
Het tijdschrift Hack-Tic (jaargangen 1989 tot 1994) is nog online te lezen op de website.

## Terugkerende onderwerpen
Hoewel het onderwerp "Gratis bellen in cellen" regelmatig in de index terugkomt is het misbruik maken (gratis bellen in cellen) van het telefoonnet maar één onderwerp. Veel artikelen in Hack Tic gaan over computerbeveiliging (of vaak het gebrek daaraan), internet, BBS, besturingssystemen als Unix, VMS en Novell NetWare (er was nog geen Windows als besturingssysteem) en diverse artikelen over telecommunicatie als autotelefonie en internationale netwerken. Ook onderwerpen die nu nog actueel zijn stonden in Hack-Tick, zoals artikelen over computercriminaliteit, PGP en social engineering.

## Band met PTT
Veel artikelen in Hack-Tic gingen over hacken waarbij het tijdschrift inging op manieren hoe je het telefoonnetwerk van de PTT kon misbruiken. In deze jaren was het telefoonnetwerk, naar huidige maatstaven, erg slecht beveiligd en waren er veel mogelijkheden om het voor de gek te houden. De kosten voor een telefoongesprek werden in de jaren 1980 nog berekend op basis van tikken: afhankelijk van het type gesprek (binnen de regio, nationaal, internationaal of "bijzonder tarief") werden er periodiek pulsen gegenereerd die in band waren: de puls was zichtbaar/meetbaar op de lijn. Deze puls resulteerde in het ophogen van een teller in je eigen netnummercentrale en voor betaaltoestellen (zoals in telefooncellen) of toestellen met een kostenteller werd dezelfde puls gebruikt om het tarief van het gesprek te bepalen. Er waren echter diverse methodes om dit proces te verstoren.
Zo waren er in die tijd betaaltoestellen welke pas daadwerkelijk gesprekskosten in rekening gingen brengen als je een nummer gekozen had via het toetsenbord van het toestel. In die tijd waren de meeste centrales in Nederland al gemoderniseerd en konden een verbinding opbouwen op basis van "toon-kiezen" via DTMF-signalen (in tegenstelling tot het oorspronkelijke pulskiezen. Er waren apparaatjes op de markt die deze tonen konden genereren. Deze waren oorspronkelijk bedoeld om DTMF-signalen te kunnen genereren als men die nodig had voor een modern voice-responsesysteem terwijl gebruik werd gemaakt van een toestel dat alleen pulskiezen ondersteunde (zoals een toestel met draaischijf). De redactie van Hack-Tic beschreef dat je met die apparaatjes bepaalde betaaltoestellen zodanig voor de gek kon houden, dat je gratis wereldwijd kon bellen in telefooncellen. In eerste instantie was de reactie van de PTT dat deze criminele apparaten verboden waren, totdat ze beseften dat ze de "memokiezer" zelf aanboden in haar assortiment.
Bovenstaand voorbeeld was slechts een van de vele aanvaringen tussen de "telecomanarchisten" en het Staatsbedrijf en in de loop van het bestaan van Hack-Tic werden de verhoudingen niet echt vriendelijker.

### Beveiliging
Behalve het "pesten" van de PTT ging het blad ook diepgaand in op beveiliging en computercriminaliteit. Ze besteedden diverse artikelen aan PGP en de beveiliging van computernetwerken.

## Bulletin Board System
Hack-Tic besteedde ook veelvuldig aandacht aan BBS'en, min of meer een voorloper van het huidige internet. HackTic was onderdeel van/maakte gebruik van NEABBS (Nederlands Eerste Algemene Bulletin Board System) en was gevestigd in Amsterdam. Ze hadden in 1990 20 inbellijnen/modems.
Hoewel individuele BBS'en niet permanent waren gekoppeld aan andere systemen, en de gebruikers dus (uitsluitend) informatie konden bekijken welke lokaal beschikbaar was op betreffend bulletin board system, wisselden BBS'en welke onderdeel uitmaakten van FidoNet wel informatie uit door periodiek (via inbelmodems) verbinding met elkaar te maken. Dit maakte het mogelijk om wereldwijd elektronische berichten met elkaar uit te wisselen.

## Internet
Nadat de initiatiefnemers van HackTic eind jaren 1980 voor het eerst kennismaken met internet besloten ze om internettoegang aan te gaan bieden aan particulieren. Dat was tot dan toe niet beschikbaar: NLnet, de eerste internetprovider in Nederland was er namelijk van overtuigd dat er geen markt was voor particulieren en ze boden hun diensten alleen aan aan bedrijven (en universiteiten hadden als eerste toegang via Surfnet).

### ISP Hack-Tic
In 1993 werd de internettoegang van ISP Hacktic in dienst genomen en de geprojecteerde groei naar 500 klanten in het eerste jaar werd al op dag één gerealiseerd.
De moeizame relatie met KPN bleef lastig: toen HackTic zijn eerste 20 inbellijnen wilden uitbreiden naar 100 weigerde de PTT dat "omdat logs [aangaven] dat er helemaal geen gebruik [werd] gemaakt van de lijnen" - immers, er werd helemaal niet mee gebeld.
Het eerste jaar was technisch succesvol maar niet kostendekkend. De snelle groei en de verhuizing vanuit de flat van Gonggrijp naar een 'echt' kantoor maakten een professionalisering en verhoging van de kosten noodzakelijk.
In 1994 werd besloten om ISP Hack Tic onder te brengen in een eigen stichting, en tevens om de naam te wijzigen om de associatie met de hackerswereld te verlaten. Stichting XS4All werd opgericht en in 1995 waren er al zo'n 15 medewerkers. XS4ALL maakte in eerste instantie gebruik van de host of subdomeinnaam xs4all.hacktic.nl. De wegen van Hack-Tic en XS4ALL scheidden in 1994 toen XS4ALL een stichting werd.
In maart 1996, nog geen 3 jaar na de oprichting, wordt de besloten vennootschap XS4ALL BV opgericht en alle activiteiten, bezittingen en medewerkers gingen over in deze nieuwe rechtspersoon.
Ondanks de commerciële opzet van na 1996 bleef XS4All activistisch, bijvoorbeeld in de juridische strijd met de Scientologykerk, het faciliteren van radiozender B92 in het voormalige Joegoslavië tijdens de Balkanoorlogen, en later het omzeilen van internetblokkades, tijdens het hoogtepunt van de demonstraties in Egypte (2011). Ook sponsort het bedrijf enkele organisaties die internetvrijheid nastreven, zoals Bits of Freedom.

## Verkoop aan KPN
Vanwege de regelmatige strijd tegen de PTT, en later KPN, door Hack-Tic en XS4All werd het nieuws dat de oprichters besloten hadden om XS4All juist aan KPN te verkopen, met scepsis ontvangen. In de hackerswereld was men bang dat de oprichters met de verkoop aan KPN niet alleen het bedrijf, maar ook hun principes verkochten. In diverse artikelen in Het Parool wordt dit tegengesproken.

## Trivia
In de (toen nog papieren) Hack-Tic 20/21 uit 1993 waarin geschreven werd over de ISP-activiteiten van HT wordt een IP adres gegeven van een van de (Unix)servers: xs4all.hacktic.nl. Het IP-adres van deze server was 193.78.33.42: dit IP-adres is een adres in het /24 subnet 193.78.33.0/24. Dit subnet is nog steeds gealloceerd aan XS4All maar wordt volgens opgave van XS4All in de RIPE NCC database niet meer gerouteerd. Dit PA (Provide Aggregatable) adresruimte die weer onderdeel uitmaakt van het netwerk 193.78.0.0/15 en onderdeel is van AS (Autonomous System) 702: het AS van Verizon EMEA de rechts-opvolger van NLNet. Ook bij het checken van de daadwerkelijke routering op het internet wordt dit nummer gerouteerd naar AS702. Het eigen AS van XS4All is AS3265. Dus hoewel het originele subnet van Hacktic.nl helemaal geen onderdeel is (of kan zijn) van het eigen netwerk van XS4All is het subnet nog wel steeds aan hen toegekend.